# اسلایس
اسلایس (به هلندی: Sluis، (تلفظ هلندی: [slœys] () یک شهرستان در هلند است که در زیلاند واقع شده‌است. اسلایس ۲ متر بالاتر از سطح دریا واقع شده‌است.